# Ljubo Leontić
Dr. Ljubo Leontić (Studenci, kraj Imotskog, 18. kolovoza 1887. — Zagreb, 13. studenog 1973.) bio je hrvatski pravnik i političar. 

## Životopis
Rođen je 1887. godine u Studencima kod Imotskog. Studirao je pravo u Zagrebu i Pragu (stekao doktorat 1911.), a zatim slikarstvo u Münchenu i Pragu, gdje je 1914. godine završio Umjetničku akademiju. U razdoblju pred Prvi svjetski rat bio je aktivan u jugoslavenskoj nacionalističkoj omladini, zagovarao rušenje Austro-Ugarske monarhije i ujedinjenje hrvatskih zemalja sa Srbijom i Crnom Gorom.
Nakon početka Prvog svjetskog rata emigrirao je u Italiju, gdje je u Rimu s ostalim južnoslavenskim političkim emigrantima iz Austro-Ugarske sudjelovao u osnutku Jugoslavenskog odbora i dobrovoljačkih vojnih postrojbi (Jadranska legija). Godine 1915. emigrirao je u Južnu Ameriku. Zajedno s Milostislavom Bartulicom organizao je Jugoslavensku narodnu obranu u Antofagasti,  a 1917. u SAD, gdje je aktivno djelovao u jugoslavenskim emigrantskim udrugama [kojim?] te uređivao više emigrantskih listova.[kojih?]
Nakon Prvog svjetskog rata, kao pristalica lijevog krila Samostalne demokratske stranke, zagovarao je suradnju s Komunističkom partijom Jugoslavije. Bio je i istaknuti član ORJUNE.  Od 1924. dο 1941. bio je odvjetnik u Splitu, a od 1941. do 1943. nalazio se u talijanskom zarobljeništvu na Liparskim otocima. Nakon kapitulacije Italije 1943. godine pridružio se Narodnooslobodilačkom pokretu Jugoslavije. Izabran je za člana Predsjedništva AVNOJ-a na njegovom Drugom zasjedanju u studenom 1943. godine.
Nakon rata bio je podtajnik u Ministarstvu vanjskih poslova, veleposlanik Jugoslavije u Londonu i član državnog poslanstva na mirovnim konferencijama i u UN-u od 1945. do 1948. godine.
Umro je 1973. godine u Zagrebu.